# نیروگاه راه آهن هادسون و منهتن
نیروگاه راه آهن هادسون و منهتن، که به عنوان نیروگاه جرسی سیتی در شهر جرسی، در ایالت هادسون، نیوجرسی ایالات متحده آمریکا نیز شناخته می‌شود، در سال ۱۹۰۸ ساخته شد. این نیروگاه سیستم مترو بین نیوجرسی و نیویورک را برای راه آهن هادسون و منهتن (که در سال ۱۹۶۳ به PATH تبدیل شد) امکان‌پذیر کرد. این نیروگاه در سال ۱۹۲۹ بسته شد و به عنوان محل ذخیره تجهیزات راه آهن مورد استفاده قرار گرفت. در دهه ۱۹۹۰، این ساختمان توسط حراست نیوجرسی به عنوان یکی از ده مکان تاریخی در معرض خطر شهر مورد استناد قرار گرفت. این نیروگاه در ۲۳ نوامبر ۲۰۰۱ به فهرست اداره ملی ثبت اماکن تاریخی اضافه شد.
این نیروگاه در نزدیکی مرکز اقتصادی هابو ساید (به انگلیسی: Harborside)و کوو هارسیموس (به انگلیسی: Cove Harsimus)در کنار ساحل رودخانه هادسون، در منطقه ای واقع شده‌است که بسیار توسعه یافته‌است. تلاش برای بازسازی نیروگاه و پیشگیری از زوال بیشتر آن، در ماه ژوئیه ۲۰۰۹ آغاز شد و تا سال ۲۰۱۰ ادامه یافت. در سال ۲۰۱۱، اداره بنادر نیویورک و نیوجرسی توافق کردند که ۵۵ درصد مالکیت خود را از ساختمان، در ازای قطعه زمینی در آنجا، به مالک مشترک آن، جرسی سیتی منتقل کنند، که در آن زمین یک پست برق زیرزمینی بسازند. در آن زمان مشخص شد که دود کش‌های آیکونیک نیروگاه قابل بازسازی نیستند و در نتیجه دود کش‌ها حذف شده‌اند.

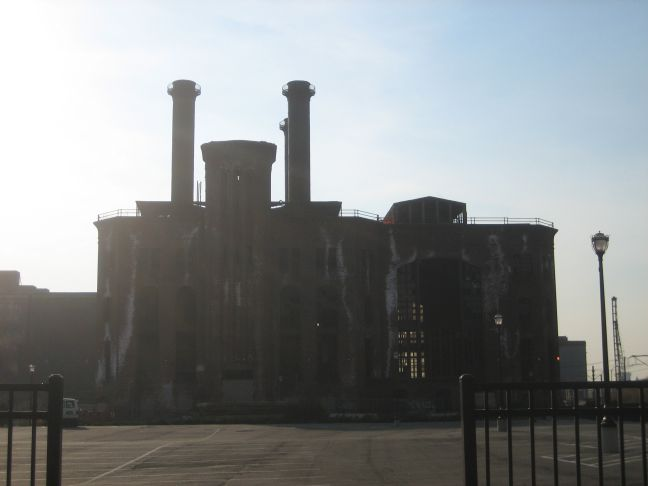
تصویر نیروگاه در سال 2006 که قبل از شروع بازسازی سازه گرفته شده است